# Вавилівська волость
Вавилівська волость — історична адміністративно-територіальна одиниця Херсонського повіту Херсонської губернії.
Станом на 1886 рік складалася з 7 поселень, 8 сільських громад. Населення — 2631 особа (1294 осіб чоловічої статі та 1339 — жіночої), 433 дворових господарства.
|                     | Площа, десятин | У тому числі орної, дес. |
| ------------------- | -------------- | ------------------------ |
| Сільських громад    | 7360           | 3837                     |
| Приватної власності | 31215          | 8010                     |
| Казенної власності  | 6231           | 2400                     |
| Іншої власності     | 240            | 60                       |
| Загалом             | 45046          | 14307                    |

Найбільші поселення волості:
- Вавилівка — село при ставках в 32 верстах від повітового міста, 213 осіб, 46 дворів, церква православна.
- Киселівка (Поляцьке) — село при ставках, 558 осіб, 98 дворів, католицький молитовний будинок.
- Констянтинівка (Матроське) — село, 878 осіб, 109 дворів, молитовний будинок, лавка.